# جون وودز (سياسي أمريكي، مواليد 1977)
جون وودز (بالإنجليزية: Jon Woods)‏ هو مصرفي وسياسي أمريكي، ولد في 23 أغسطس 1977 في تشارلوت في الولايات المتحدة. نشط حزبياً في الحزب الجمهوري. وقد انتخب عضو مجلس ولاية أركنساس.

## وصلات خارجية
- الموقع الرسمي